# Аркесилай II
Аркесилай II — царь древней Кирены из рода Баттидов, правивший в 554 — 550 годах до н. э.
Аркесилай был сыном царя Батта II. Свергнут и убит своим братом Леархом, который осуществил это при помощи ливийцев и египетского царя Амасиса II. Аркесилай был женат на Эриксо и имел сына Батта III.